# Otto Piene

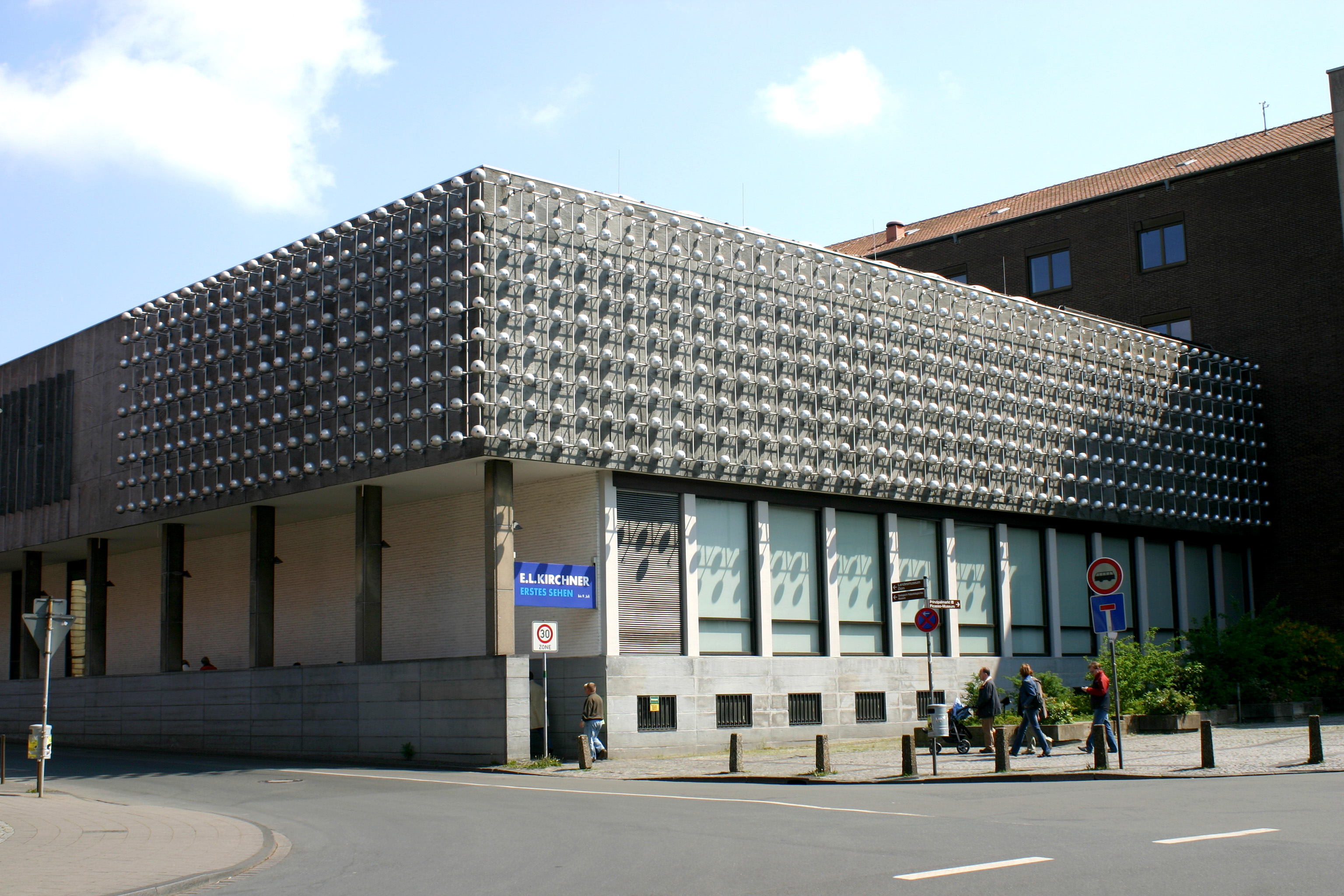
Silberne Frequenz på LWL-Landesmuseum für Kunst und Kulturgeschichte i Münster

Otto Piene, född 18 april 1928 i Bad Laasphe i Nordrhein-Westfalen i Tyskland, död 17 juli 2014 i Berlin i Tyskland, var en tysk målare och skulptör. Han är framför allt känd som pionjär för konst med ljus- och rökinstallationer.
Otto Pienes far var gymnasierektor och han växte upp i Lübbecke. Han studerade 1949-1950 måleri och konstpedagogik på Akademie der Bildenden Künste i München och 1950-1953 på Kunstakademie i Düsseldorf. Mellan 1951 och 1964 var han lärare på Düsseldorfs modeskola. Han fortsatte 1953-1957 sina studier på Universität zu Köln i filosofi. 
Som en reaktion mot den abstrakta konststilen informell konst grundade Otto Piene 1957 tillsammans med Heinz Mack (född 1931) den senare internationellt inflytelserika Düsseldorfkonstnärsgruppen Zero, till vilken också 1961 Günther Uecker (född 1930) anslöt sig.
År 1972 blev han professor i "Visual Design for Environmental Art" vid Massachusetts Institute of Technology i USA. Han arbetade och bodde både i Massachusetts och i Düsseldorf.
Otto Piene är far till konstnären Chloe Piene (född 1972).

## Bildgalleri

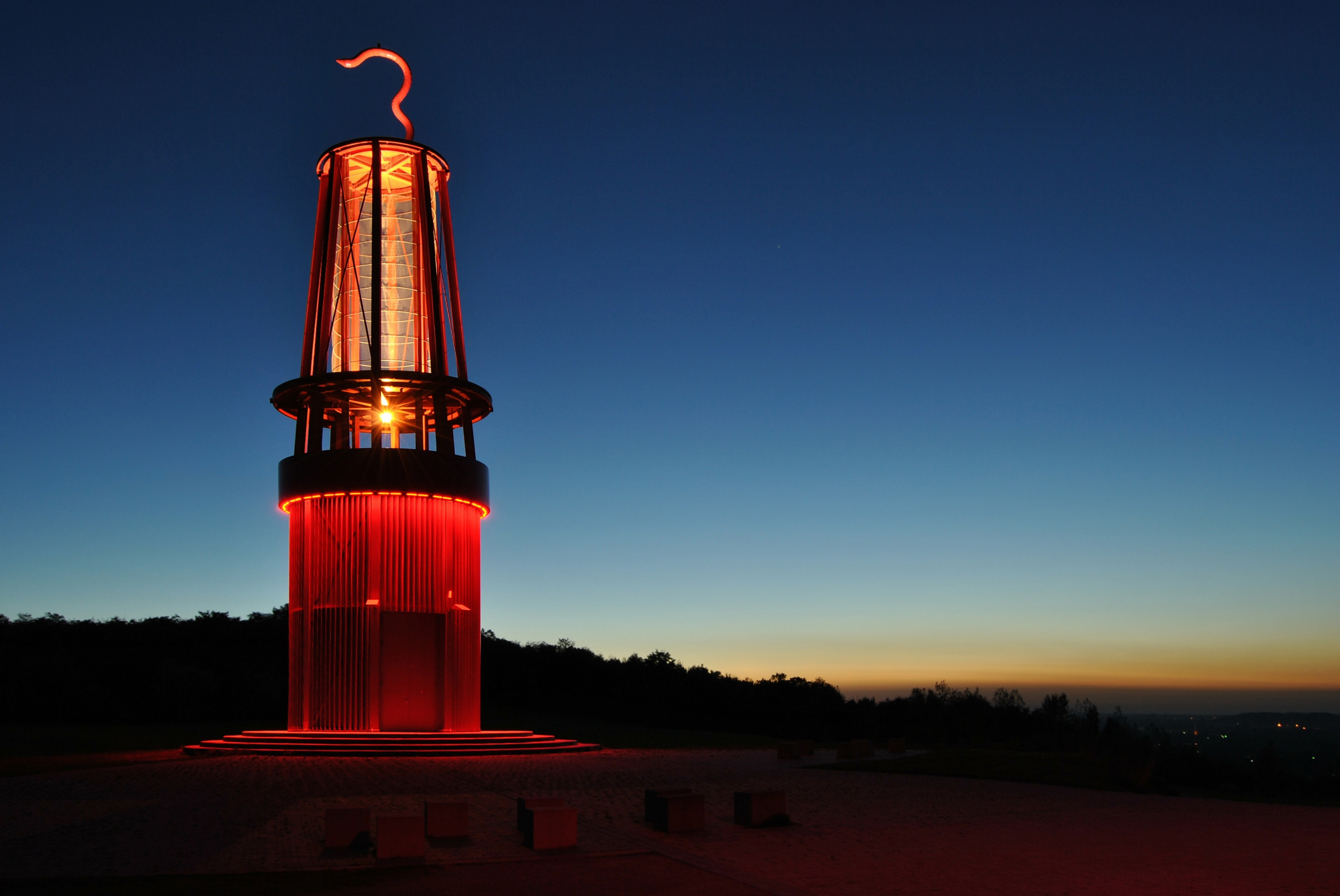
Geleucht med ljusinstallation i Halde Rheinpreussen
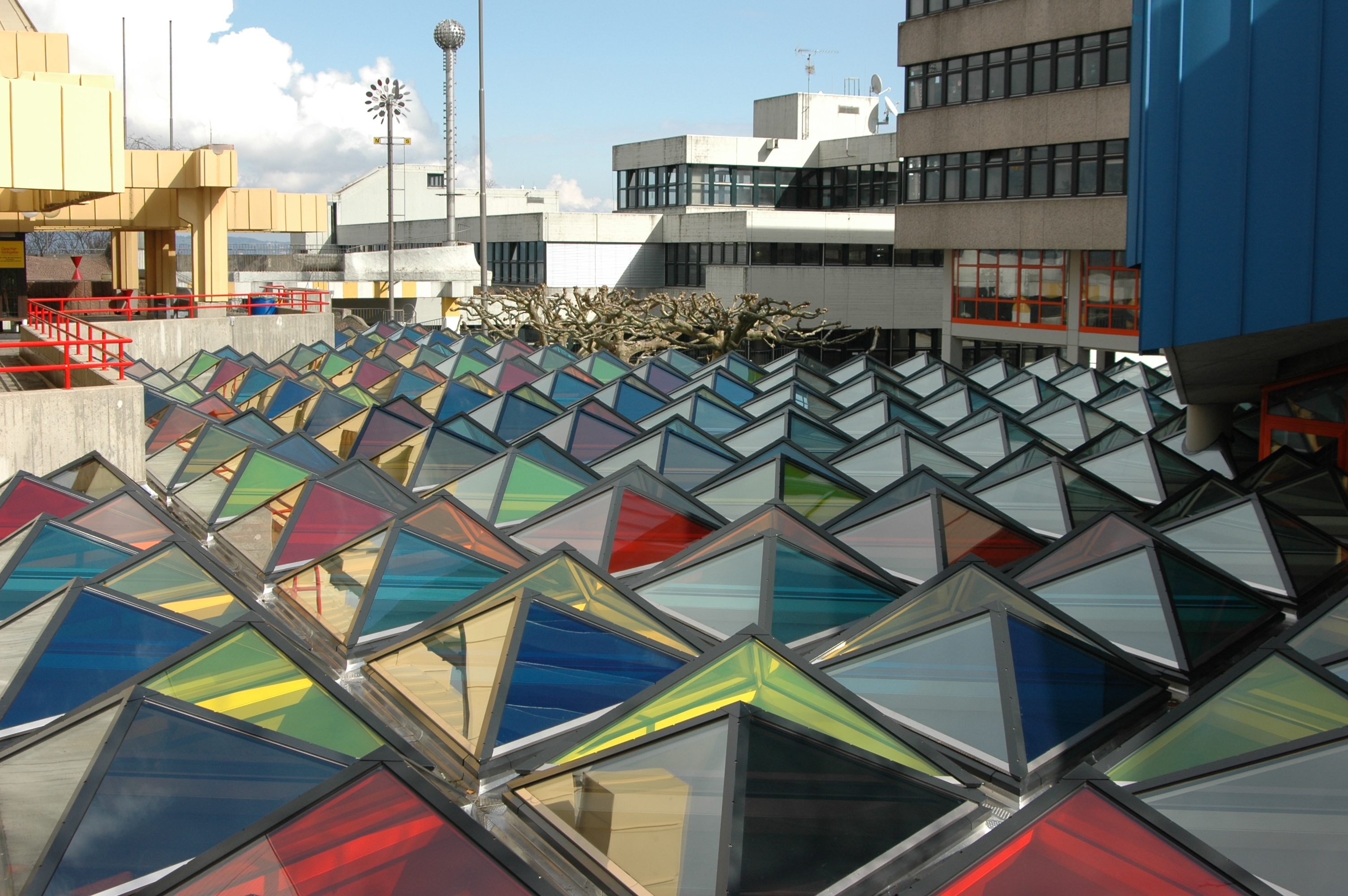
Glastak på Universität Konstanz, 1970
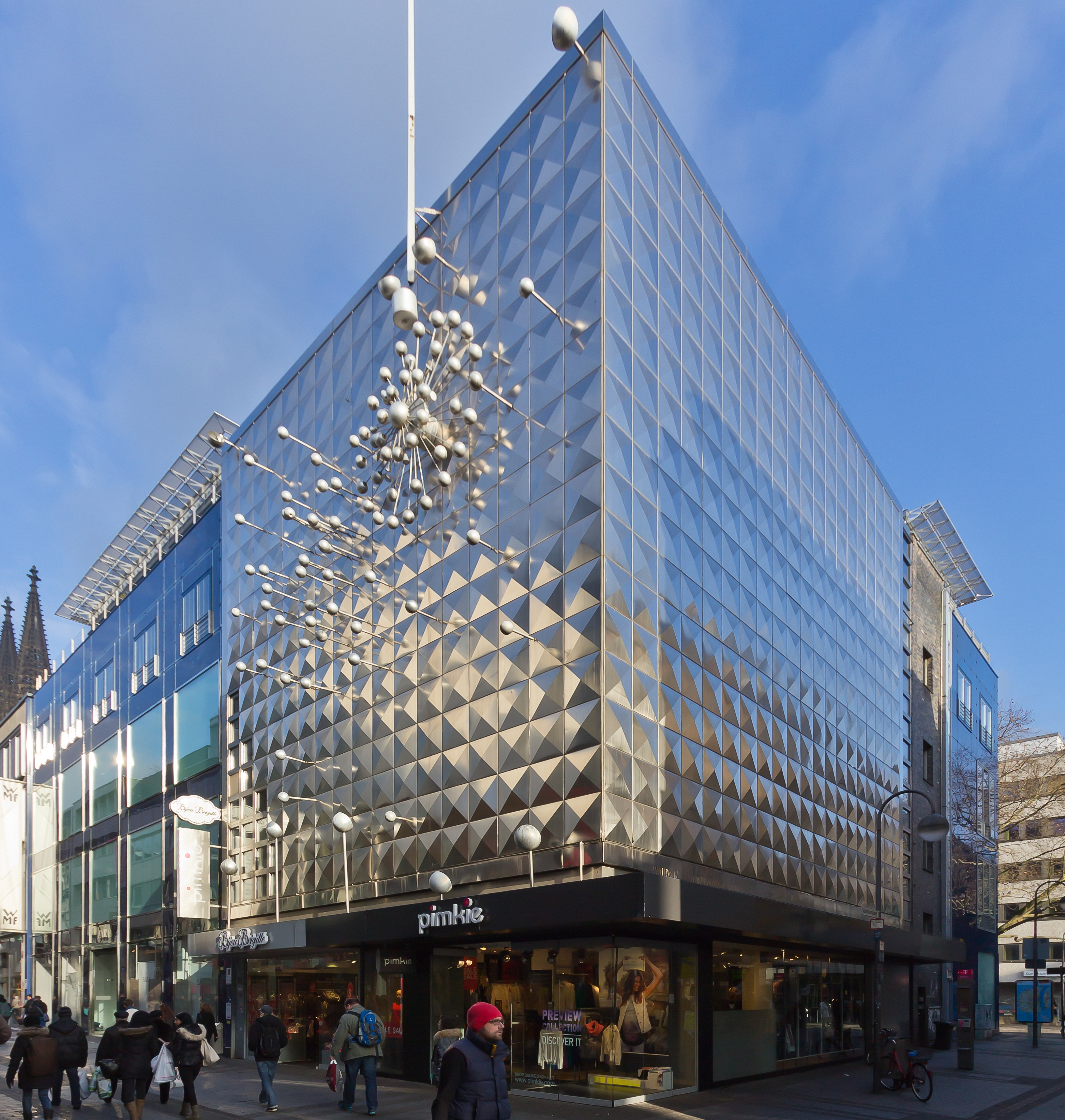
Licht und Bewegung på Wormland-Haus i Köln
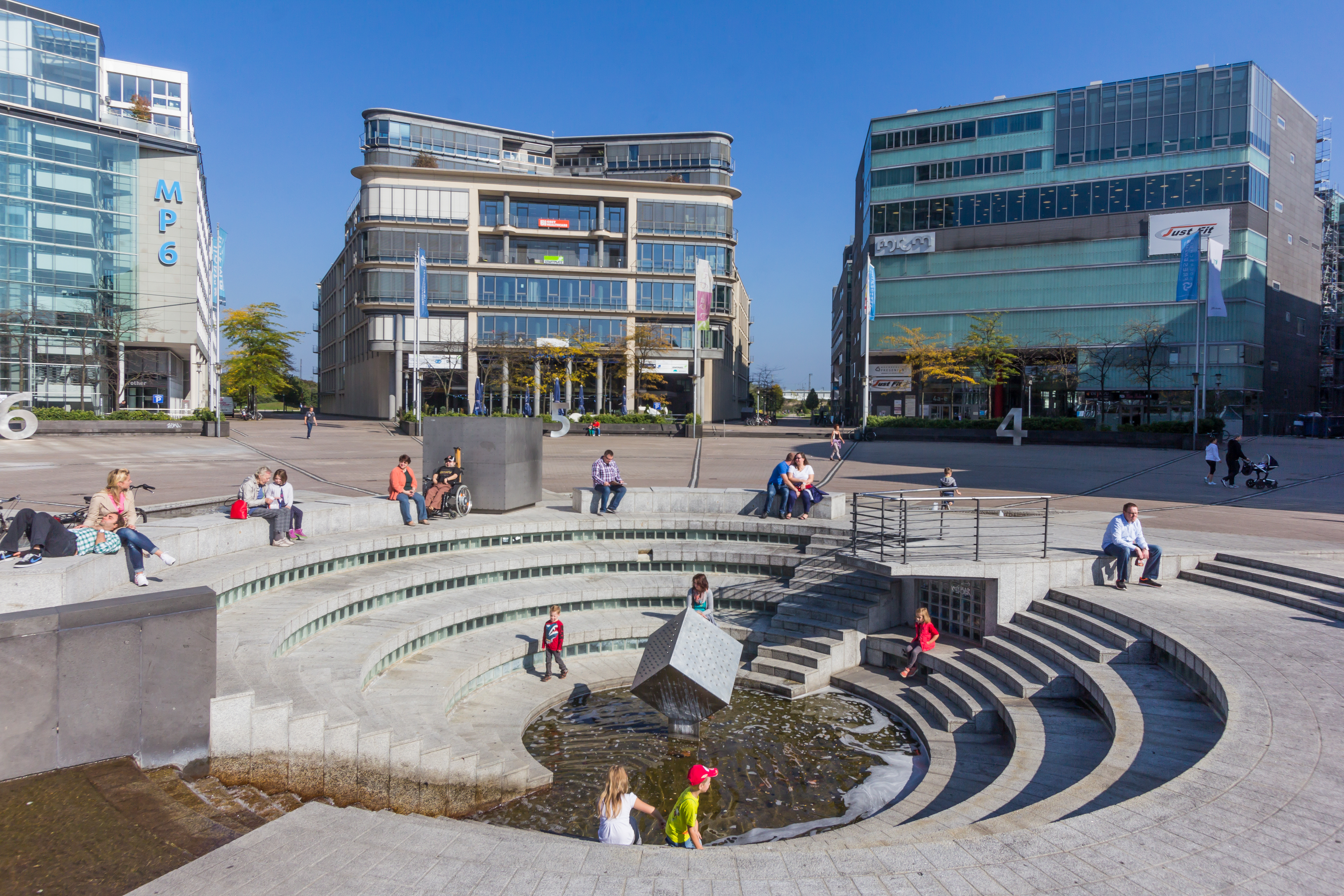
Star Pit i Mediapark i Köln